# Chorisoblatta atra
Chorisoblatta atra är en kackerlacksart som först beskrevs av Hanitsch 1950.  Chorisoblatta atra ingår i släktet Chorisoblatta och familjen småkackerlackor. Inga underarter finns listade i Catalogue of Life.